# Daihatsu Gran Move
Daihatsu Gran Move – minivan japońskiego producenta Daihatsu. Produkcję tego modelu rozpoczęto w lipcu 1997 roku i trwała ona do grudnia 2002. 

## Silnik
Silnik rzędowy czterocylindrowy (czterozaworowy), benzynowy o pojemności 1499 oraz 1590 cm³, o mocy odpowiednio: 66/90 oraz 67/91 (kW/KM). Maksymalny moment obrotowy 126 Nm 

## Masy i wymiary
- długość (mm) 4100
- szerokość (mm) 1640
- wysokość (mm) 1600
- rozstaw osi (mm) 2395
- min przestrzeń bagażowa (l) 400
- max przestrzeń bagażowa (l) 850
- masa całkowita (kg) 1485

## Osiągi
- prędkość maksymalna (km/h) 165
- przyspieszenie (0-100km/h) 11,7

## Zużycie paliwa
cykl - l/100km: 
- miejski 10,2
- pozamiejski 6,2
- mieszany 7,6